# Aderus vegenotatus
Aderus vegenotatus es una especie de coleóptero de la familia Aderidae. Fue descrita científicamente por Maurice Pic en 1934.

## Distribución geográfica
Habita en Mauricio.